# SPAD S.XII
SPAD S.XII – francuski samolot myśliwski zaprojektowany i zbudowany w wytwórni lotniczej Société (anonyme) Pour L’Aviation et ses Dérivés (SPAD).

## Historia i użycie w lotnictwie
Samolot SPAD S.XII został skonstruowany w grudniu 1916 roku przez inż. Louisa Béchereau we francuskiej wytwórni lotniczej Société (anonyme) Pour L’Aviation et ses Dérivés (SPAD) z inicjatywy znakomitego francuskiego asa lotniczego – Georges’a Guynemera jako następca modelu SPAD S.VII. Chciano w nim znacząco poprawić siłę ognia, montując zamiast pojedynczego karabinu maszynowego działko Puteaux kal. 37 mm. Jednostrzałowe działko o masie 55 kg (z amunicją), ładowane ręcznie z kabiny przez pilota, umieszczono między blokami cylindrów silnika i strzelało przez otwór w osi śmigła (co wymusiło zastosowanie przekładni i reduktora przy przeniesieniu napędu na śmigło). Celowanie odbywało się przy pomocy karabinu maszynowego Vickers kal. 7,7 mm umieszczonego na kadłubie, który strzelał amunicją smugową.
Mimo zamówienia 300 egzemplarzy samolotu pod oznaczeniem SPAD S.XIICa1 (Ca1 oznaczało jednomiejscowy myśliwiec wyposażony w działko) wyprodukowano ich o wiele mniej - w lotnictwie operacyjnym nigdy nie było ich więcej niż 8 równocześnie. Mała popularność modelu wśród pilotów miała swe przyczyny w trudnościach eksploatacyjnych: wibracje spowodowane reduktorem obrotów silnika, trudność celowania i ładowania działka, mała szybkostrzelność, duży odrzut powodujący zakłócenie stateczności lotu i dym wypełniający po każdym strzale kabinę pilota sprawiały, że tym samolotem latać mogli tylko najlepsi piloci, jak Georges Guynemer, René Fonck, Albert Deullin, Fernand Henri Chavannes, Georges Madon, François Battesti czy Lionel de Marmier. Mimo tych trudności osiągnęli oni na tych maszynach liczne sukcesy - Guynemer był zachwycony swoim avion magique (egzemplarz o numerze S.382), na którym latem 1917 roku zestrzelił cztery wrogie maszyny (zwycięstwa nr 49, 50, 51 i 52), zaś „snajper” Fonck osiągnął na dwóch egzemplarzach S.XII (S.445 i S.452) aż jedenaście zestrzeleń. W lipcu 1918 roku jeden egzemplarz tego samolotu został zakupiony przez United States Army Air Service i miał trafić w ręce amerykańskiego asa Davida E. Putnama, jednak zginął on zestrzelony zanim go otrzymał (maszynę w październiku 1918 roku użytkował major Charles John Biddle, dowódca 13th Aero Squadron); również tylko jeden egzemplarz o numerze S.449 trafił w marcu 1918 roku do Wielkiej Brytanii (otrzymał numer B6877), ale został uszkodzony w trakcie prób strzelania i nie został nawet wyremontowany.

## Opis konstrukcji
Samolot SPAD S.XII był jednomiejscowym samolotem myśliwskim, dwupłatem o konstrukcji drewnianej, z odkrytą kabiną. Kadłub o konstrukcji kratownicowej i przekroju prostokątnym, pokrycie przodu kadłuba z blach aluminiowych, reszta płótnem. Płaty proste, kryte płótnem, bez wzniosu, cienkie (profil 5%), dwudźwigarowe w formie płaskiej kratownicy wzmocnionej drutem stalowym, połączone słupkami stalowymi z okładziną drewnianą; płat dolny o nieco mniejszej rozpiętości i cięciwie. Lotki tylko na górnym płacie. Usterzenie o konstrukcji drewnianej, kryte płótnem. Podwozie klasyczne dwukołowe stałe, z płozą ogonową. Napęd stanowił silnik widlasty Hispano-Suiza 8C o mocy 147 kW (200 KM) lub w późnej serii produkcyjnej Hispano-Suiza 8Cb o mocy 162 kW (220 KM). Śmigło dwułopatowe, drewniane. Zewnętrznie różnił się od S.VII nieco większymi wymiarami, głębszym osadzeniem silnika w kadłubie oraz zaokrąglonymi końcówkami skrzydeł i tylnego usterzenia, jak w wersji S.XIII.